# Дафнис и Хлоя
Дафнис и Хлоя (на старогръцки: Δάφνις καὶ Χλόη) е античен любовно-авантюрен роман, създаден от древногръцкия писател Лонг от остров Лесбос през 3 или 4 век сл.Хр.
Лонг разказва историята на подхвърлените деца Дафнис и Хлоя, които прекарват своето детство на остров Лесбос със стадата на своите приемни бащи Ламон и Дриас. Първоначално разделени, с течение на времето момчето и момичето пак се събират. Пасат стадата си заедно и стават приятели, а впоследствие и се влюбват един в друг. В хода на произведението те претърпяват различни премеждия, в които са замесени божества и хора, научават какво всъщност е любовта, намират истинските си родители, а във финалната част сключват брак и им се раждат деца.